# 玛电工业区
玛电工业区，是中华人民共和国新疆维吾尔自治区昌吉回族自治州玛纳斯县下辖的一个类似乡级单位。

## 行政区划
玛电工业区下辖以下地区：玛电虚拟社区。